# Rottenfuß
Rottenfuß ist ein Gemeindeteil der Gemeinde Egenhofen im oberbayerischen Landkreis Fürstenfeldbruck.

## Geografie
Die Einöde liegt circa eineinhalb Kilometer südlich von Egenhofen. Der Ort ist über die Kreisstraßen FFB 1 und FFB 2 zu erreichen.

## Geschichte
Im Jahr 1298 wird Rottenfuß als „Rotenfüzze“ das erste Mal erwähnt. Der Name könnte so viel heißen wie „Rodung am Bergfuße“ oder „Rodung am Fuße des Hügels“. Die Einöde befand sich im Besitz der Eisenhofer.
Der Ort erscheint 1377 als „Rotenfus“ in einem Dokument, das besagt, dass dort das Schloss der Herren von Rottenfuß gestanden haben soll. Als die Pfarrei Oberweikertshofen gegründet wurde, übertrugen besagte Herren viele Ländereien der Kirchenstiftung. Wahrscheinlich wurden aus dem Material des Schlosses der spätere Bauernhof erbaut.
Im Jahr 1818 gehörte Rottenfuß zum Patrimonialgericht Odelzhausen. Um 1808 gehört Rottenfuß zum Steuerdistrikt Egenhofen-Weyhern und wurde 1818 der Gemeinde Oberweikertshofen einverleibt.
Eine Volkszählung vom 1. Dezember 1900 besagt, dass dort 13 Menschen in einem Haushalt lebten (5 männlich, 8 weiblich).
Im Zuge der Gebietsreform wurde die Gemeinde Oberweikertshofen in die Gemeinde Egenhofen eingegliedert.